# José Manuel Álvarez
José Manuel Álvarez est un homme politique argentin. Il fut notamment gouverneur de la Province de Córdoba de mai 1901 à mai 1904.